# John Stead
Pour les articles homonymes, voir Stead.
Ne doit pas être confondu avec Jon Stead ou John Steed.

a Compétitions nationales et continentales officielles uniquement.

b Matchs officiels uniquement.
John William (Billy) Stead, né le 18 septembre 1877 à Invercargill (Nouvelle-Zélande) et décédé le 21 juillet 1958 à Bluff (Nouvelle-Zélande), était un joueur de rugby à XV qui a joué avec l'équipe de Nouvelle-Zélande. Il évoluait comme demi d'ouverture (1,73 m pour 64 kg). 

## Carrière
John Stead fait ses débuts avec l'équipe de Nouvelle-Zélande le 13 août 1904, à l'occasion d'un match contre l'équipe de Grande-Bretagne. Il disputa son dernier test match contre une sélection composée de joueurs anglais et gallois le 25 juillet 1908. Il a notamment participé à la tournée des Originals, équipe représentant la Nouvelle-Zélande en tournée en Grande-Bretagne en 1905, en France et en Amérique du Nord en 1906.
En 1910 il a effectué 13 matchs avec les Māori de Nouvelle-Zélande. Au total il a joué 111 matchs de haut niveau, ce qui était une performance à cette époque.

## Palmarès
- Nombre de test matchs avec les Blacks : 7 (4 comme capitaine)
- Nombre total de matchs avec les Blacks : 42 (12 comme capitaine)
- Test matchs par année : 1 en 1904, 3 en 1905, 1 en 1906, 2 en 1908
- 52 matchs pour Southland de 1896 à 1908